# Centro (Saquarema)
O Centro de Saquarema, também conhecido informalmente como Praia da Vila, ou somente Vila, é um bairro do município de Saquarema, no estado do Rio de Janeiro, no Brasil. É uma das partes mais antiga da cidade e onde fica alguns de seus principais pontos turísticos como sua praia e a Igreja de Nossa Senhora de Nazareth, fica na parte central da cidade

## Origem do Nome
O bairro possui esse nome pela vila de pescadores que se situava no bairro desde o século XVII, algo comum nas áreas litorâneas da Região dos Lagos.

## Lazer e Turismo
No bairro fica o centro histórico e administrativo da cidade onde se encontram todos os prédios da administração pública municipal, como Prefeitura, Câmara Municipal Fórum, Ministério Público, Defensoria Pública, Sede da OAB, Conselho Tutelar, Delegacia Legal, dentre outros.
A cidade abriga também a Igreja Matriz de Nossa Senhora de Nazareth criada pelos colonizadores portugueses em 1630, ela está numa posição para a época no alto do morro ao lado da entrada do canal da Lagoa de Saquarema que permite ter uma vasta visão do Oceano Atlântico.
Sua a praia tem mais ou menos 1 Km de extensão total.Com uma grande movimentação, as águas cristalinas esverdeadas dessa praia, são ótimas para quem pratica esportes como o surf, por exemplo, devido as suas ondas fortes.
A Lagoa de Saquarema é muito frequentada por pescadores da região e por turistas, lá é possível passear de banana boat.
As principais festividades da cidade ocorrem no bairro, no ano novo a queima de fogos ocorre no morro da Igreja de N. Sra. de Narareth e a praia fica cheia de moradores e turistas para vê-la no Reveillon. No carnaval ocorrem diversos blocos, os mais famosos são o Bloco do Truco e o Saquabloco. Em 8 de setembro tem a festa de Nossa Senhora de Nazaré, que é padroeira de Saquarema, o bairro costuma ficar cheio a semana toda por conta da festa, e as inúmeras feiras que ocorrem nele nessa época do ano.